# Lausker Skala
Koordinaten: 51° 10′ 6″ N, 14° 37′ 9″ O

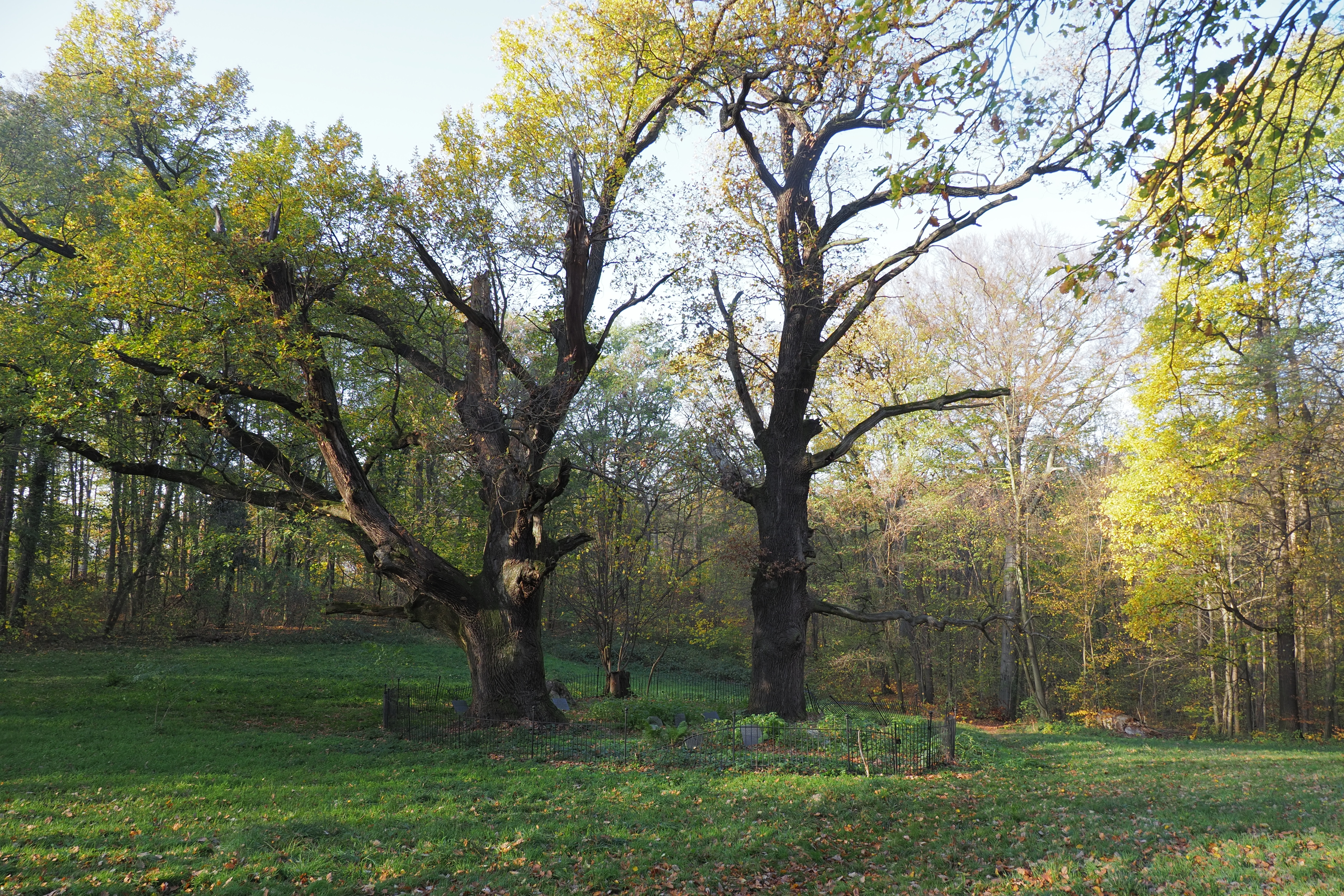
Naturschutzgebiet Lausker Skala (November 2022)

Das Naturschutzgebiet Lausker Skala, obersorbisch Łušćanska skala, liegt im Landkreis Bautzen in Sachsen. Das aus drei Teilflächen bestehende Gebiet erstreckt sich östlich und südlich von Lauske, einem Ortsteil der Stadt Weißenberg, zu beiden Seiten der Kreisstraße K 7230. Nördlich des Gebietes verläuft die K 7227, östlich die S 112 und südlich die K 7232. Durch das Gebiet hindurch fließt das Kotitzer Wasser.

## Bedeutung
Das rund 32,3 ha große Gebiet mit der NSG-Nr. D 12 wurde im Jahr 1991 unter Naturschutz gestellt.